# Арнолд II фон Бланкенхайм
Арнолд II фон Бланкенхайм (на немски: Arnold II von Blankenheim; * пр. 1306; † 1352 или 15 юли 1354 или сл. 1359) е господар на Бланкенхайм в Айфел.

## Произход
Той е вторият син на Герхард V фон Бланкенхайм († сл. 10 август 1309) и съпругата му Ирмезинда Люксембургска (или Ирмгард дьо Дюрбюи) († сл. 1308), дъщеря на Герхард III, господар на Дюрбюи-Руси († 1303), и съпругата му Мехтхилд фон Клеве († 1304), дъщеря на граф Дитрих фон Клеве († 1245). Брат е на Фридрих II фон Бланкенхайм († 1321/1322) и Герхард VI фон Бланкенхайм († 1348/1350), господар на Бланкенхайм-Каселбург, и на шест сестри.
Арнолд II е роднина с графовете на Люксембург и така с императорската фамилия Люксембург. През 1380 г. фамилията фон Бланкенхайм е издигната на графове. През 1406 г. умира старата графска линия фон Бланкенхайм.

## Фамилия
Арнолд II се жени пр. 30 юли 1312 г. за Ирмгард фон Оурен († сл. 1340), вдовица на Йохан фон Вилденберг († сл. 1310), дъщеря на Куно господар на Оурен († сл. 1298) и Лиза († сл. 1298). Те се развеждат на 11 август 1324 г. Те имат децата:
- Агнес (* пр. 1321; † сл. 1346), омъжена за Хайнрих фон Лайпа (* пр. 1315; † пр. 1346)
- Арнолд III фон Бланкенхайм (* пр. 1325; † 8 март 1364), господар на Бланкенхайм и Брух, женен (1343) за Биеле фон Брух, вдовица на рицар Дитрих III фон Даун († 1341), дъщеря на Теодерих фон Брух († сл. 1304) и Беатрикс фон Еш († сл. 1270)
- Йохан фон Бланкенхайм († 1343), женен за Рихарда фон Марк († сл. 1384/1388) дъщеря на граф Енгелберт II фон Марк († 1328) и Мехтилд фон Аренберг († 1367). Рихарда се омъжва пр. 1344 г. за Бернхард V фон Липе († 1364/1365)
- Арнолд IV фон Бланкенхайм (* пр. 1345; † 1358?), женен за Бланшефлор фон Фалкеншайн (* пр. 1354; † сл. 1386), дъщеря на Йохан фон Фалкенщайн-Бетинген († 1351) и Хайлвиф д'Отел († сл. 1335). Бланшефлор се омъжва втори път за Буркард I фон Финстинген-Бракенкопф-Шьонекен († 1374)

## Литераура
- Harry Heindrichs: Die Geschichte des Blankenheimer Grafengeschlechtes. Blankenheim 1978.
- Detlev Schwennicke, Europaische Stammtafeln, New Series, Vol. XXVI, Tafel 65.
- Europaische Stammtafeln, by Wilhelm Karl, Prinz zu Isenburg, Vol. XI, Tafel 9.